# Carl Frederick Falkenberg
Carl Frederick Falkenberg, švedsko-kanadski letalski častnik, vojaški pilot in letalski as, * 4. februar 1897, Botwoodville, Nova Fundlandija, † 7. oktober 1980, Edmonton, Alberta.
Stotnik Falkenberg je v svoji vojaški službi dosegel 17 zračnih zmag.

## Življenjepis
Njegov stari oče, baron Andreas Falkenberg, je prišel v Britansko Severno Ameriko kot švedski konzul. Carl Frederick je po njem podedoval baronski naziv.
Junija 1915 se je pridružil 8. kraljevim strelcem, nato pa je bil marca 1916 povišan v častnika. Julija 1916 je bil poslan v Francijo, kjer se je boril, dokler ni bil ranjen 27. novembra 1916.
Po šestmesečnemu okrevanju v Angliji je bil premeščen v Kraljevi letalski korpus; marca 1918 je bil dodeljen 84. eskadrilji.
Po koncu prve svetovne vojne je postal pripadnik Kraljevega kanadskega vojnega letalstva.

## Napredovanja
- stotnik - 8. september 1918

## Odlikovanja
- Distinguished Flying Cross (DFC) s ploščico
- Air Force Cross (AFC)